# تشارلز هنري جونز (شخصية أعمال)
تشارلز هنري جونز (بالإنجليزية: Charles Henry Jones)‏ هو شخصية أعمال أمريكي، ولد في 10 أبريل 1855، وتوفي في 4 يناير 1933.